# Prudencio Norales
Prudencio Norales   (Puerto Cortés, 20 d'abril de 1956) fou un futbolista hondureny de la dècada de 1980.
Fou internacional amb la selecció de futbol d'Hondures amb la qual participà a la copa del Món de futbol de 1982.
A nivell de club destacà com a jugador de Olimpia.